# Andrea Cassone
Andrea Cassone (* 29. April 1929 in Cannitello di Villa San Giovanni, Kalabrien, Italien; † 12. April 2010 in Scilla, Kalabrien, Italien) war römisch-katholischer Erzbischof von Rossano-Cariati.

## Leben
Andrea Cassone empfing nach seiner theologischen Ausbildung am 22. Dezember 1951 die Priesterweihe. Nach seelsorgerischer Tätigkeit war er in der Diözesanverwaltung tätig, zuletzt als Generalvikar.
Papst Johannes Paul II. ernannte Cassone 1992 zum Erzbischof des Erzbistums Rossano-Cariati in der Kirchenregion Kalabrien. Die Bischofsweihe spendete ihm am 24. März 1973 der Erzbischof von Reggio Calabria-Bova, Vittorio Luigi Mondello; Mitkonsekratoren waren Giuseppe Agostino, Erzbischof von Crotone-Santa Severina, und Aurelio Sorrentino, Alt-Erzbischof von Reggio Calabria-Bova.
Seinem altersbedingten Rücktrittsgesuch wurde durch Papst Benedikt XVI. 2006 stattgegeben.